# Форме ди Сујо Каталдо
Форме ди Сујо Каталдо је насеље у Италији у округу Латина, региону Лацио.
Према процени из 2011. у насељу је живело 988 становника. Насеље се налази на надморској висини од 48 м.